# Шрейбер, Мануил Фёдорович
Мануил Фёдорович Шрейбер (1866—1907) — российский военный врач, эпидемиолог, доктор медицины, жертва чумной пневмонии.

## Биография
Родился в Киеве в 1866 году, окончил медицинский факультет Киевского университета. После окончания университета работал по распределению земским врачом в Пудожском уезде Олонецкой губернии (с 1893). В этом же году восточную окраину уезда поразила эпидемия холеры, и молодому доктору довелось поучаствовать в борьбе с этой страшной болезнью. Будучи заведующим Бережно-Дубровской больницей, Шрейбер осуществлял тщательное наблюдение за территорией, через которую в сезон проходило огромное количество рабочих – разносчиков холеры. В следующем году Шрейбер стал военным врачом в Западном крае, состоял в 11-м Восточно-Сибирском стрелковом полку. В 1900 году получил контузию во время «китайской компании», затем служил в Порт-Артуре.
Несколько позже Шрейбер был прикомандирован для учёбы к Императорской военно-медицинской академии. После окончания академии Шрейбер получил докторскую степень и направился в Кронштадт на форт «Александр I», где была учреждена специальная «лаборатория для заготовления противочумных препаратов».
Из-за начавшейся русско-японской войны Шрейбер был вынужден покинуть лабораторию (1904) и возглавить военно-полевой госпиталь. По окончании войны в 1905 году полгода изучал чуму в Монголии на подопытных животных (кроликах, тарбаганах), привитых чумной палочкой. После этого Шрейбер вернулся на форт Александра I и посвятил остаток своей жизни бактериологическим работам над живыми культурами чумы.
В 1907 году Шрейбер заразился. Условия заражения точно не известны, но, по мнению Н. М. Берестнева, Шрейбер при сборе эмульсии чумных микробов простыми пипетками, набрав слишком много, промочил вату, и бациллы попали в рот. У Шрейбера развилась лёгочная форма чумы, которую он самостоятельно диагностировал, исследовав свою мокроту и обнаружив там чумную палочку. От введения сыворотки он отказался, так как считал её неэффективной при данной форме чумы. Шрейбер смирившись со своей участью, без сожаления в голосе сказал своим коллегам: «Теперь вы переводите меня наверх, а потом отнесёте вниз, в печку». Затем в сопровождении врачей бодро перешёл на третий этаж, в подготовленную для него изолированную комнату, а форт тут же был закрыт на карантин.
17 февраля 1907 года, спустя три дня от начала заболевания, Шрейбер скончался, а тело после вскрытия было сожжено.